# UCI Oceania Tour de 2020
O UCI Oceania Tour de 2020 foi a décima-sexta edição do calendário ciclístico internacional da Oceania. Iniciou-se a 15 de janeiro de 2020 na Nova Zelândia, com a New Zealand Cycle Classic e finalizou a 9 de fevereiro de 2020 com o Herald Sun Tour na Austrália. Em princípio, disputar-se-iam 4 concorrências, outorgando pontos aos primeiros classificados das etapas e à classificação final, ainda que o calendário pode sofrer modificações ao longo da temporada com a inclusão de novas carreiras ou exclusão de outras.

## Equipas
As equipas que podem participar nas diferentes carreiras depende da categoria das mesmas. As equipas UCI WorldTeam e UCI ProTeam, têm cota limitada para competir de acordo ao ano correspondente estabelecido pela UCI, as equipas UCI Continentais e selecções nacionais não têm restrições de participação:
| Categoria      | Categoria                        | Equipas                                                                             |
| -------------- | -------------------------------- | ----------------------------------------------------------------------------------- |
| .1             | 1.1 (Carreira de um dia)         | * UCI WorldTeam (max 50%) * UCI ProTeam * Continentais * Selecções nacionais        |
| .1             | 2.1 (Carreira de vários dias)    | * UCI WorldTeam (max 50%) * UCI ProTeam * Continentais * Selecções nacionais        |
| .2             | 1.2 (Carreira de um dia)         | * UCI ProTeam * Continentais * Selecções nacionais * Selecções regionais * Amadoras |
| .2             | 2.2 (Carreira de vários dias)    | * UCI ProTeam * Continentais * Selecções nacionais * Selecções regionais * Amadoras |
| .Ncup (sub-23) | 1.ncup (Carreira de um dia)      | * Selecções nacionais * Selecções mistas                                            |
| .Ncup (sub-23) | 2.ncup (Carreira de vários dias) | * Selecções nacionais * Selecções mistas                                            |

## Calendário
As seguintes são as carreiras que compõem o calendário UCI Oceania Tour para a temporada de 2020 aprovado pela UCI.
| UCI Oceania Tour 2020 | UCI Oceania Tour 2020 | UCI Oceania Tour 2020     | UCI Oceania Tour 2020 | UCI Oceania Tour 2020 |
| Data                  | País                  | Corrida                   | Vencedor              |                       |
| --------------------- | --------------------- | ------------------------- | --------------------- | --------------------- |
| 15 – 19 jan.          | Nova Zelândia         | New Zealand Cycle Classic | Rylee Field           |                       |
| 25 jan.               | Nova Zelândia         | Gravel and Tar Classic    | Hayden McCormick      |                       |
| 30 jan.               | Austrália             | Race Torquay              | Sam Bennett           |                       |
| 5 – 9 fev.            | Austrália             | Herald Sun Tour           | Jai Hindley           |                       |

## Classificações parciais
- Nota:  As classificações parciais até momento são:[4]

### Individual
| Posição | Corredor | Equipa | Pontos |
| ------- | -------- | ------ | ------ |
| 1.º     |          |        |        |
| 2.º     |          |        |        |
| 3.º     |          |        |        |
| 4.º     |          |        |        |
| 5.º     |          |        |        |
| 6.º     |          |        |        |
| 7.º     |          |        |        |
| 8.º     |          |        |        |
| 9.º     |          |        |        |
| 10.º    |          |        |        |

| Posições 11.º ao 20.º | Posições 11.º ao 20.º | Posições 11.º ao 20.º | Posições 11.º ao 20.º |
| --------------------- | --------------------- | --------------------- | --------------------- |
| 11.º                  |                       |                       |                       |
| 12.º                  |                       |                       |                       |
| 13.º                  |                       |                       |                       |
| 14.º                  |                       |                       |                       |
| 15.º                  |                       |                       |                       |
| 16.º                  |                       |                       |                       |
| 17.º                  |                       |                       |                       |
| 18.º                  |                       |                       |                       |
| 19.º                  |                       |                       |                       |
| 20.º                  |                       |                       |                       |

### Equipas
| Posição | Equipa | Pontos |
| ------- | ------ | ------ |
| 1.º     |        |        |
| 2.º     |        |        |
| 3.º     |        |        |
| 4.º     |        |        |
| 5.º     |        |        |

### Países
| Posição | País | Pontos |
| ------- | ---- | ------ |
| 1.º     |      |        |
| 2.°     |      |        |
| 3.º     |      |        |
| 4.º     |      |        |
| 5.º     |      |        |

### Países sub-23
| Posição | Corredor | Equipa | Pontos |
| ------- | -------- | ------ | ------ |
| 1.º     |          |        |        |
| 2.º     |          |        |        |
| 3.º     |          |        |        |
| 4.º     |          |        |        |
| 5.º     |          |        |        |

## Evolução das classificações
| Data            | Classificação individual | Classificação por equipas | Classificação por países | Classificação por países sub-23 |
| --------------- | ------------------------ | ------------------------- | ------------------------ | ------------------------------- |
| 31 de janeiro   | Caleb Ewan               | St George Continental     | Austrália                | Austrália                       |
| 29 de fevereiro |                          |                           |                          |                                 |